# كم سو هوان
ستيفان كيم سو هوان (بالكورية: 김수환)، ولد بتاريخ 8 مايو/أيار 1922 في مدينة ديغو في كوريا الجنوبية، وتوفي عن عمر ستة وثمانين عاماً بتاريخ 16 فبراير/شباط 2009 في العاصمة سيول. هو كاردينال كاثوليكي ورئيس أساقفة سيول شرفاً.

## حياته الكنسية
بتاريخ 15 سبتمبر/أيلول من عام 1951 تمت رسامة كيم قسيساً ليبدأ عمله الكنسي وذلك في فترة الحرب الكورية. ثم سافر إلى اليابان ليكمل تحصيله العلمي حيث حصل على إجازة في الفلسفة، بعد ذلك انتقل إلى ألمانيا ليتخصص في العلوم الاجتماعية. عام 1966 اختير ليصبح أسقفا على رعية ماسان الكاثوليكية، وبتاريخ 9 أبريل/نيسان 1968 تمت ترقيته لدرجة رئيس أساقفة على سيول واستمر في ذلك المنصب مدة ثلاثين عاماً.
اختير عدة مرات ليصبح رئيسًا لمجلس أساقفة كوريا، وبين عامي 1973 و 1977 أوكلت إليه رئاسة اتحاد مجالس أساقفة آسيا. ومنذ عام 1967 شارك كيم في الكثير من جمعيات سينودس الأساقفة، وكان كذلك عضوا في مجلس الأمانة العامة لسينودس الأساقفة بين عامي 1974 و 1977. في 28 أبريل/نيسان من عام 1969 رفعه البابا بولس السادس لمرتبة الكاردينال وذلك في الكنيسة الجامعة في كونسيستورا.

## وصلات خارجية
- كم سو هوان على موقع مونزينجر (الألمانية)
- كم سو هوان على موقع إن إن دي بي (الإنجليزية)

- الموقع الرسمي لرئاسة إسقفية سيول الكاثوليكية (بالكورية)